# Liste des monuments historiques des Bouches-du-Rhône
Cet article recense les monuments historiques des Bouches-du-Rhône, en France.
Pour les communes suivantes, comportant chacune plus de 20 monuments historiques, voir les listes dédiées :
- Aix-en-Provence : liste des monuments historiques d'Aix-en-Provence
- Arles : liste des monuments historiques d'Arles
- Les Baux-de-Provence : liste des monuments historiques des Baux-de-Provence
- Fontvieille : liste des monuments historiques de Fontvieille
- Marseille : liste des monuments historiques de Marseille
- Tarascon : liste des monuments historiques de Tarascon

## Statistiques
Au 21 juillet 2025, les Bouches-du-Rhône comptent 706 édifices comportant au moins une protection au titre des monuments historiques, dont 294 sont classés et 468 sont inscrits. Le total des monuments classés et inscrits est supérieur au nombre total de monuments protégés car plusieurs d'entre eux sont à la fois classés et inscrits.
Six communes concentrent 60 % des protections : Aix-en-Provence en compte 157 (23 % du total du département), Marseille 97 (14 %), Arles 95 (14 %), Tarascon 27 (4 %), Les Baux-de-Provence 22 (3 %) et Fontvieille 21 (3 %).
Le graphique suivant résume le nombre de protections par décennies (ou par année avant 1880) :
- Haut – A
- B
- C
- D
- E
- F
- G
- H
- I
- J
- K
- L
- M
- N
- O
- P
- Q
- R
- S
- T
- U
- V
- W
- X
- Y
- Z